# Vészhelyzet Pittsburghben
A Vészhelyzet Pittsburghben (eredeti cím: The Pitt) 2025-től vetített amerikai orvosi drámasorozat, amelyet R. Scott Gemmill készített. A főbb szerepekben Noah Wyle, Tracy Ifeachor, Patrick Ball, Supriya Ganesh, Fiona Dourif, Katherine LaNasa, Taylor Dearden, Isa Briones, Gerran Howell és Shabana Azeez látható. A sorozat egy sürgősségi osztály 15 órás műszakját követi nyomon.
Az Amerikai Egyesült Államokban 2025. január 9-én, Magyarországon 2025. január 10-én mutatta be a Max.
2025. február 14-én berendelték a második évadot, amely 2026. január 8-án kerül bemutatásra.

## Ismertető
A Pittsburgh Trauma Medical Center sürgősségi osztályán, Dr. Michael „Robby” Robinavitch ügyeletes orvos egy megterhelő műszakot kezd azzal, hogy köszönti az új érkezőket: Victoria Javadit, harmadéves orvostanhallgatót; Dennis Whitakert, negyedéves orvostanhallgatót; Dr. Trinity Santost, kezdő rezidenst; és Dr. Melissa „Mel” Kinget, másodéves rezidenst. A következő tizenöt órában a diákok és rezidensek egyre mélyebb betekintést nyernek az orvosi munka kihívásaiba, miközben megküzdenek a betegellátás érzelmi megterhelésével és a túlterhelt, alulfinanszírozott sürgősségi osztályon való munkavégzés nehézségeivel. Segítségükre vannak Robby és a kórház többi munkatársai, köztük Dana Evans főnővér, Dr. Cassie McKay másodéves rezidens, Dr. Samira Mohan harmadéves rezidens, valamint Dr. Heather Collins és Dr. Frank Langdon, akik már tapasztalt, felsőbb éves rezidensek. Eközben Robby saját démonaival is küzd, mivel újra felszínre törnek azok az emlékek, amelyek mentorának halálához kötődnek, aki négy évvel korábban, a koronavírus-járvány idején vesztette életét éppen a kórház falai között.

## Szereplők

### Főszereplők
| Szereplő                        | Színész          | Magyar hang    | Leírás |
| ------------------------------- | ---------------- | -------------- | --- |
| Dr. Michael "Robby" Robinavitch | Noah Wyle        | Alföldi Róbert | Vezető kezelőorvos, aki még mindig a koronavírus-világjárvány alatt átélt traumatikus élményeivel küzd.                                    |
| Dr. Heather Collins             | Tracy Ifeachor   | Orosz Anna     | A sürgősségi osztály rangidős rezidense, aki gyakran összetűzésbe kerül Robbyval.                                                          |
| Dr. Frank Langdon               | Patrick Ball     | Bozsó Péter    | Rangidős rezidense és Robby jobbkeze. |
| Dana Evans                      | Katherine LaNasa | Solecki Janka  | A sürgősségi osztály főnővére |
| Dr. Samira Mohan                | Supriya Ganesh   | Nagy Edit      | Harmadéves rezidens. |
| Dr. Cassie McKay                | Fiona Dourif     | Kardos Eszter  | 42 éves, másodéves rezidens, aki egyedül neveli kisfiát, Harrisont.                                                                        |
| Dr. Melissa "Mel" King          | Taylor Dearden   | Györfi Laura   | Neurodivergens másodéves rezidens, aki tapasztalatot szerzett katonai veteránokkal való munkában.                                          |
| Dr. Trinity Santos              | Isa Briones      | Hermann Lilla  | Határozott és ígéretes elsőéves rezidens, beképzelt személyiséggel                                                                         |
| Dennis Whitaker                 | Gerran Howell    | Czető Ádám     | Negyedéves orvostanhallgató, akinek nincs önbizalma                                                                                        |
| Victoria Javadi                 | Shabana Azeez    | Laudon Andrea  | Briliáns, 20 éves, harmadéves orvostanhallgató, akinek a szülei mindketten a kórházban dolgoznak, mint ismert és tiszteletben álló orvosok |

### Mellékszereplők
| Szereplő           | Színész              | Magyar hang      | Leírás                                             |
| ------------------ | -------------------- | ---------------- | -------------------------------------------------- |
| Dr. Jack Abbot     | Shawn Hatosy         | Fehérváry Márton | Orvos és Robby „régi riválisa”.                    |
| Perlah             | Amielynn Abellera    | Szabó Zselyke    | intenzív osztályon dolgozó ápolók.                 |
| Mateo Diaz         | Jalen Thomas Brooks  | Rékasi Szabolcs  | intenzív osztályon dolgozó ápolók.                 |
| Donnie             | Brandon Mendez Homer | Szrna Krisztián  | intenzív osztályon dolgozó ápolók.                 |
| Princess           | Kristin Villanueva   | Bittner Anett    | intenzív osztályon dolgozó ápolók.                 |
| Theresa Saunders   | Joanna Going         | Garami Mónika    | Középkorú nő, aki aggódik a fia viselkedése miatt. |
| Dr. Eileen Shamsi  | Deepti Gupta         | Farkas Zita      | Vezető szakorvos és Victoria édesanyja.            |
| Gloria Underwood   | Michael Hyatt        | Lázár Erika      | Főorvos.                                           |
| David Saunders     | Jackson Kelly        | Héger Tibor      | Theresa problémás tinédzser fia.                   |
| Kiara Alfaro       | Krystel V. McNeil    | Sági Tímea       | Szociális munkás                                   |
| Dr. Yolanda Garcia | Alexandra Metz       | Nagy Katica      | Rezidens sebész.                                   |
| Doug Driscoll      | Drew Powell          | Varga Rókus      | Beteg, aki órák óta vár az ügyeleti váróban.       |
| John Bradley       | Brandon Keener       | Seder Gábor      | Egy agyhalott tinédzser apja.                      |
| Lily Bradley       | Samantha Sloyan      | Farkas Laura     | Egy agyhalott tinédzser anyja.                     |

### Magyar változat
- Magyar szöveg: Miklós Kíra
- Szinkronrendező: Martin Adél

A szinkront a Masterfilm Digital Kft. készítette.

## Évados áttekintés
| Évad | Évad | Epizódok | Eredeti sugárzás | Eredeti sugárzás  | Eredeti adó | Magyar sugárzás  | Magyar sugárzás   | Magyar adó |
| Évad | Évad | Epizódok | Évadpremier      | Évadfinálé        | Eredeti adó | Évadpremier      | Évadfinálé        | Magyar adó |
| ---- | ---- | -------- | ---------------- | ----------------- | ----------- | ---------------- | ----------------- | ---------- |
|      | 1    | 15       | 2025. január 9.  | 2025. április 10. |             | 2025. január 10. | 2025. április 11. |            |
|      | 2    | 15       | 2026. január 8.  | 2026. április 9.  |             | 2026. január 9.  | 2026. április 10. |            |

## Epizódok

### 1. évad (2025)
| Sor. | Év. | Cím        | Rendező         | Író                           | Premier                             |
| ---- | --- | ---------- | --------------- | ----------------------------- | ----------------------------------- |
| 1.   | 1.  | 7:00 A.M.  | John Wells      | R. Scott Gemmill              | 2025. január 9. 2025. január 10.    |
| 2.   | 2.  | 8:00 A.M.  | Amanda Marsalis | R. Scott Gemmill              | 2025. január 9. 2025. január 10.    |
| 3.   | 3.  | 9:00 A.M.  | Damian Marcano  | Joe Sachs és R. Scott Gemmill | 2025. január 16. 2025. január 17.   |
| 4.   | 4.  | 10:00 A.M. | Amanda Marsalis | Noah Wyle                     | 2025. január 23. 2025. január 24.   |
| 5.   | 5.  | 11:00 A.M. | John Cameron    | Simran Baidwan                | 2025. január 30. 2025. január 31.   |
| 6.   | 6.  | 12:00 A.M. | Damian Marcano  | Cynthia Adarkwa               | 2025. február 6. 2025. február 7.   |
| 7.   | 7.  | 1:00 P.M.  | Silver Tree     | Valerie Chu                   | 2025. február 13. 2025. február 14. |
| 8.   | 8.  | 2:00 P.M.  | Amanda Marsalis | Joe Sachs                     | 2025. február 20. 2025. február 21. |
| 9.   | 9.  | 3:00 P.M.  | Quyen Tran      | Noah Wyle                     | 2025. február 27. 2025. február 28. |
| 10.  | 10. | 4:00 P.M.  | Damian Marcano  | Simran Baidwan                | 2025. március 6. 2025. március 7.   |
| 11.  | 11. | 5:00 P.M.  | Quyen Tran      | Elyssa Gershman               | 2025. március 13. 2025. március 14. |
| 12.  | 12. | 6:00 P.M.  | Amanda Marsalis | Joe Sachs és R. Scott Gemmill | 2025. március 20. 2025. március 21. |
| 13.  | 13. | 7:00 P.M.  | Damian Marcano  | Joe Sachs és R. Scott Gemmill | 2025. március 27. 2025. március 28. |
| 14.  | 14. | 8:00 P.M.  | John Cameron    | Simran Baidwan                | 2025. április 3. 2025. április 4.   |
| 15.  | 15. | 9:00 P.M.  | John Wells      | R. Scott Gemmill              | 2025. április 10. 2025. április 11. |

### 2. évad (2026)
| Sor. | Év. | Cím | Rendező | Író | Premier                             |
| ---- | --- | --- | ------- | --- | ----------------------------------- |
| 16.  | 1.  | ?   |         |     | 2026. január 8. 2026. január 9.     |
| 17.  | 2.  | ?   |         |     | 2026. január 8. 2026. január 9.     |
| 18.  | 3.  | ?   |         |     | 2026. január 15. 2026. január 16.   |
| 19.  | 4.  | ?   |         |     | 2026. január 22. 2026. január 23.   |
| 20.  | 5.  | ?   |         |     | 2026. január 29. 2026. január 30.   |
| 21.  | 6.  | ?   |         |     | 2026. február 5. 2026. február 6.   |
| 22.  | 7.  | ?   |         |     | 2026. február 12. 2026. február 13. |
| 23.  | 8.  | ?   |         |     | 2026. február 19. 2026. február 20. |
| 24.  | 9.  | ?   |         |     | 2026. február 26. 2026. február 27. |
| 25.  | 10. | ?   |         |     | 2026. március 5. 2026. március 6.   |
| 26.  | 11. | ?   |         |     | 2026. március 12. 2026. március 13. |
| 27.  | 12. | ?   |         |     | 2026. március 19. 2026. március 20. |
| 28.  | 13. | ?   |         |     | 2026. március 26. 2026. március 27. |
| 29.  | 14. | ?   |         |     | 2026. április 2. 2026. április 3.   |
| 30.  | 15. | ?   |         |     | 2026. április 9. 2026. április 10.  |